# FN:s gröna klimatfond
FN:s gröna klimatfond, eller Green Climate Fund (GCF), är världens för närvarande (2022) största multilaterala fond för att hjälpa utvecklingsländer att finansiera begränsning av deras klimatavtryck och anpassning till följder av den globala uppvärmningen i länderna. GCF inrättades inom ramen för Förenta nationernas klimatkonvention (UNFCCC) och har huvudkontor i Incheon, Sydkorea. Den styrs av en styrelse med 24 medlemmar och stöds av ett sekretariat. Den nuvarande verkställande direktören är Yannick Glemarec.
Målet för Gröna klimatfonden är att "stödja projekt, program, politik och andra aktiviteter i u-länder med hjälp av tematiska finansieringsfönster".
Ett globalt klimatlöfte var initialt att från och med 2020 ska 100 miljarder USD göras tillgängliga årligen för detta ändamål, både från industriländer och icke-statliga organisationer. Den 3 februari 2020 har totalt 10,3 miljarder USD utfästs och 8,24 miljarder USD bekräftats från världens länder till GCF, vilket har beskrivits som fondens IRM-period (Initial Resource Mobilization).
Sverige är största bidragsgivare i förhållande till landets BNP och i förhållande till landets utsläppsmängd av växthusgaser, och tredje största bidragsgivare per capita. Största bidrag till fonden från ett enskilt land är från USA.

## Bakgrund och historia

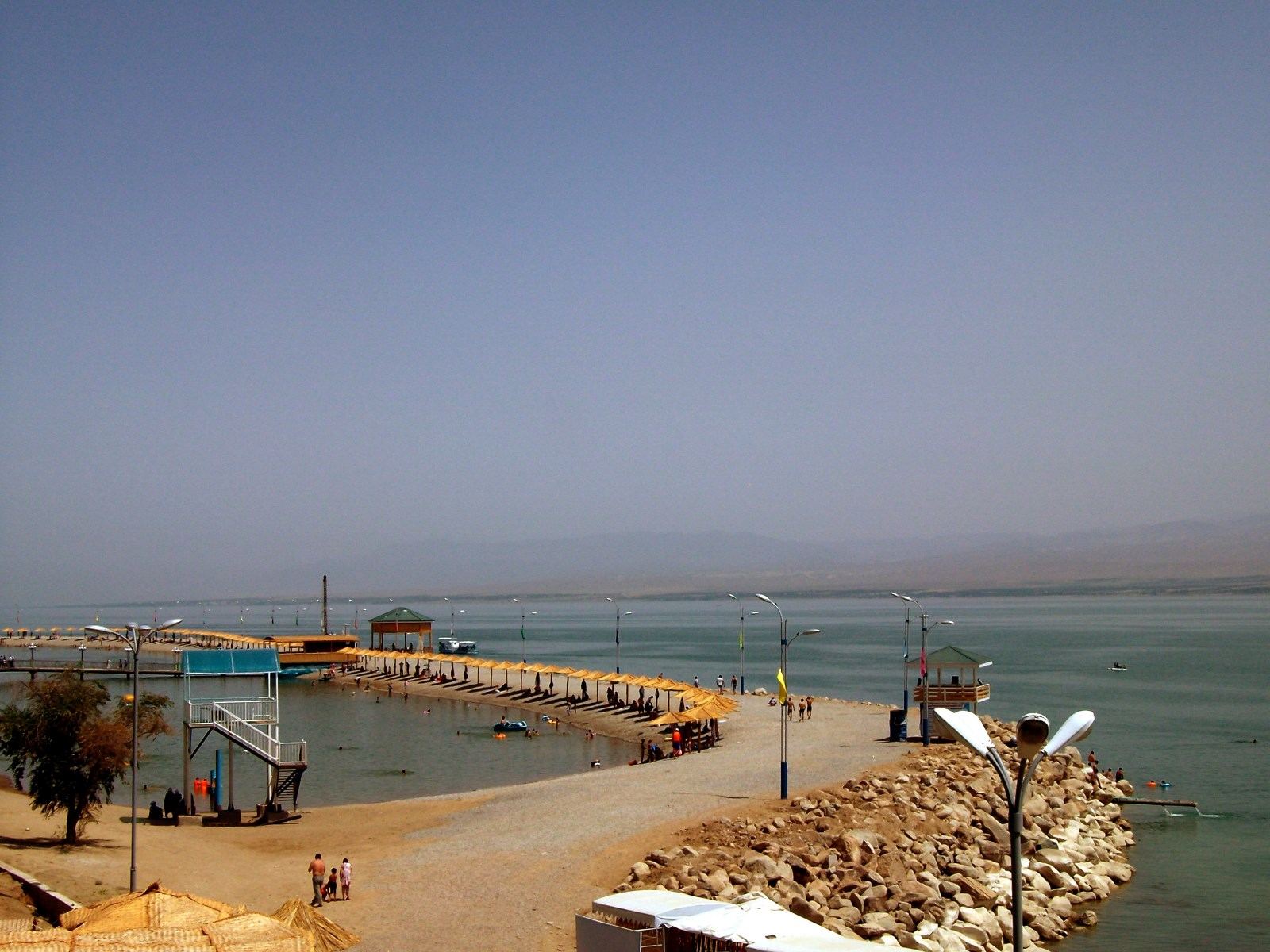
Klimatfonden har finansierat expansionen av Kairakkums vattenkraftverk, i Tadzjikistans största konstgjorda sjö, med två nya turbiner från år 2018.

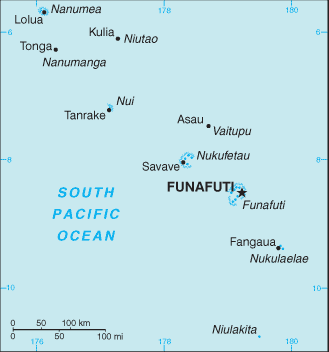
Klimatfonden har finansierat kustskydd och markåteruppbyggnad av några öar i den polynesiska mikrostaten Tuvalu, bland annat genom att transportera sand från korallrev.

Rikare industrialiserade länder har stått för 79 procent av de historiska utsläppen av växthusgaser som har gjorts till år 2020, och som har ackumulerats i atmosfären och idag förorsakar global uppvärmning. Det har därför hävdats att dessa länder är moraliskt ansvariga för att betala lejonparten av kostnaderna för klimatreducering över hela världen, inklusive kostnaderna för omställningen av mindre utvecklade övergångsekonomier och minst utvecklade länder, som själva saknar resurser att finansiera detta.
Copenhagen Green Climate Fund (GCF) nämndes första gången vid FN:s klimatkonferens 2009 (COP-15), i Köpenhamnsöverenskommelsen. Fonden bildades formellt under FN:s klimatkonferens 2010 i Cancun inom ramen för arbetet med UNFCCC.
En vision som uttrycktes var att pengarna skulle komma inte enbart från offentliga källor, utan även att "hävstångsfinansierad" privat finansiering skulle kunna mobiliseras och räknas in i summan. Med denna tanke i bakgrunden inrättade FN:s generalsekreterare Ban Ki-Moon en rådgivande grupp på hög nivå för klimatfinansiering (High Level Advisory Group on Climate Financing, AGF) i februari 2010. Det finns ingen formell koppling mellan AGF och GCF, även om dess rapport har legat till grund för diskussioner om hur GCF ska mobilisera pengar.
GCF:s styrande instrument antogs vid FN:s klimatkonferens 2011 (COP-17) i Durban, Sydafrika, och år 2012 tilldelades klimatfondens säte den sydkoreanska staden Incheon.

### Andra klimatfonder
Det här avsnittet är helt eller delvis baserat på material från  engelskspråkiga Wikipedia, Climate finance, 12 december 2022.
Andra stora multilaterala klimatfonder är Climate Investment Funds(en) (CIF:s),The Adaptation Fund(en) (AF) och Den Globala miljöfonden (GEF). Under 2016 mottog dessa fyra fonder, inklusive GCF, löften om 2,78 miljarder USD i projektstöd. Indien fick den största totala summan av stöd till ett land, följt av Ukraina och Chile. Tuvalus öar fick mest finansiering per person, följt av Samoa och Dominica. USA var den största enskilda givaren i de fyra fonderna, medan Norge gav det största bidraget i förhållande till befolkningens storlek.
Mellan 2012 och 2020 har Europeiska investeringsbanken lånat ut 170 miljarder euro i klimatfinansiering till förmånliga lånevillkor. Detta har utgjort delfinansiering av över 600 miljarder euro i program i Europa och världen för att minska utsläppen och hjälpa människor att reagera på klimatförändringar och utarmning av biologisk mångfald.
Vid FN:s klimatkonferens COP27 år 2022 i Sharm el-Sheik i Egypten kom deltagande länder överens om ytterligare en klimatfond, nämligen en social klimatskadeståndsfond för att kompensera och hjälpa länder som drabbas hårt av klimatkatastrofer.

## Finansiärer

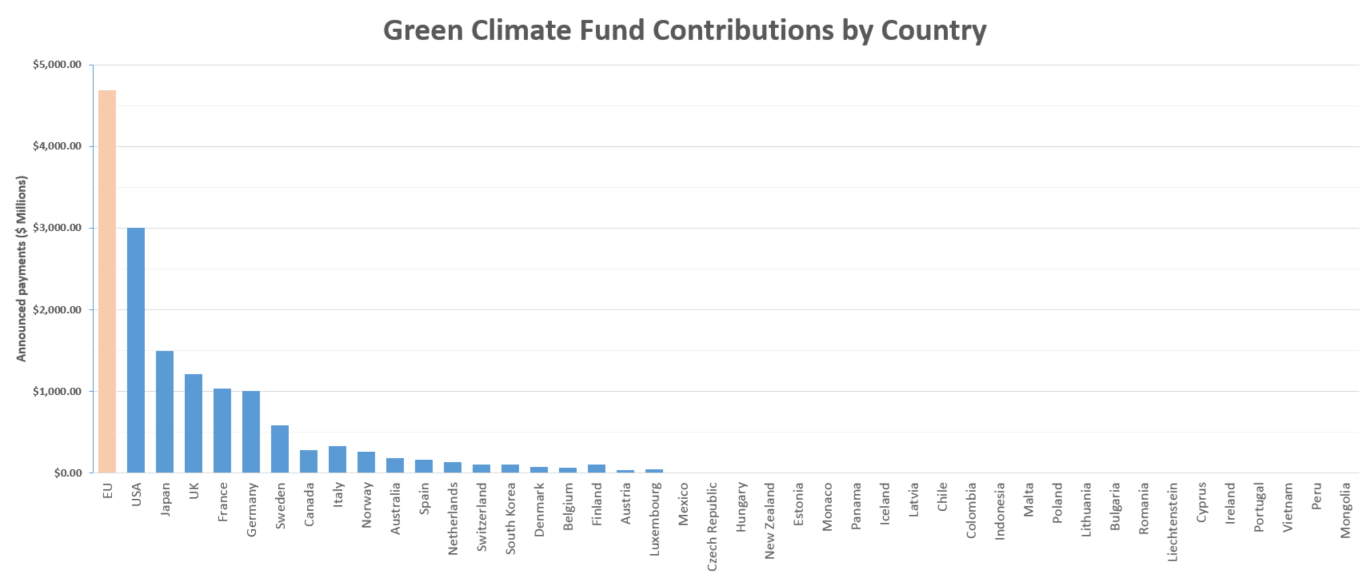
Utlovade bidrag från Paris klimatavtal per land (eller region i fallet med Europeiska unionen som är stapeln till vänster). USA hade 2022 ännu inte betalat hela det utlovade beloppet.

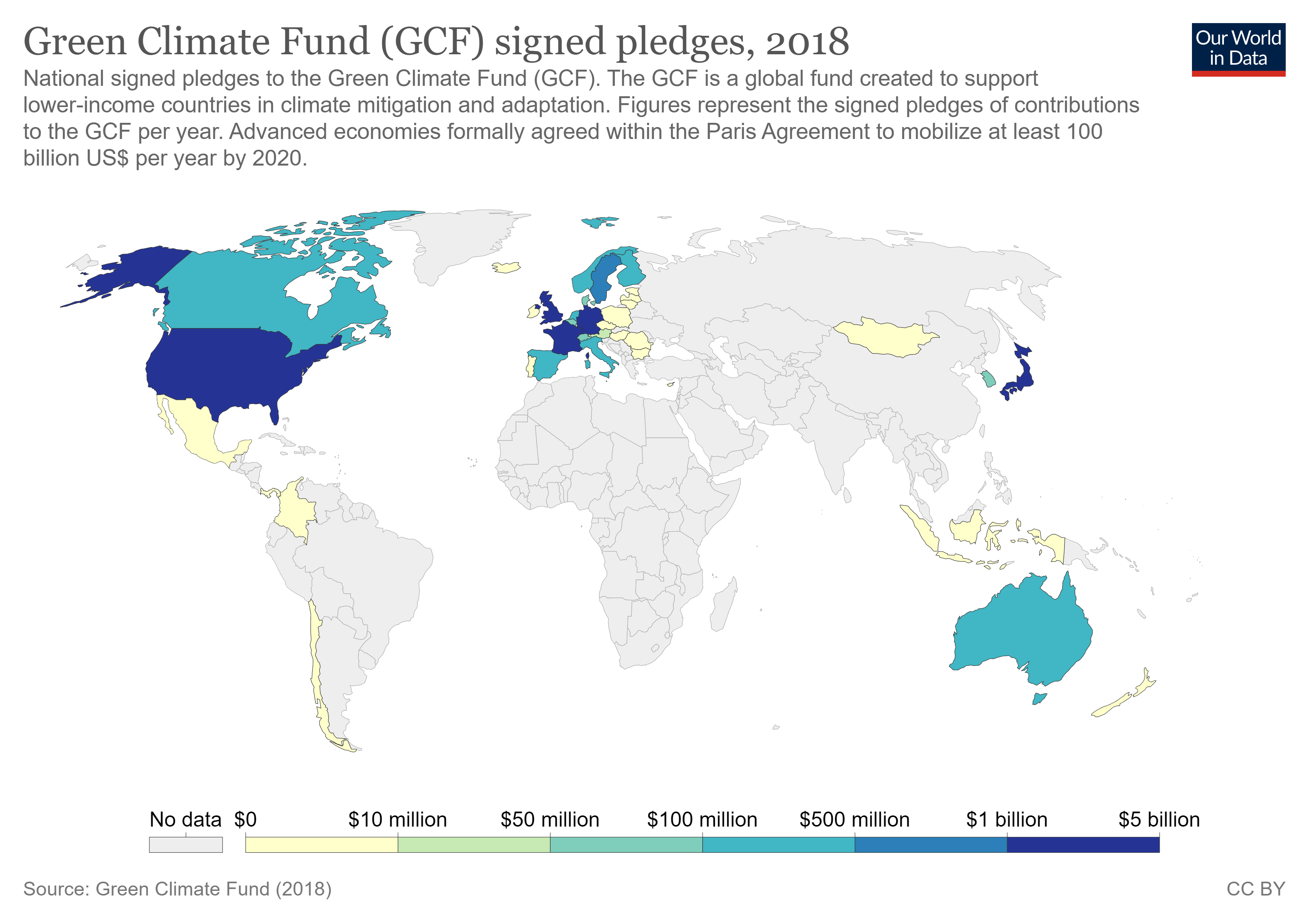
Globala målen, Mål 13 hållbar utveckling, Indikator 13.A.1: Mobilisering av Green Climate Fund på 100 miljarder USD, 2018. År 2022 hade 10,3 miljarder USD utlovats till fonden i länders klimatlöften.

USA:s president Obama åtog sig att USA skulle bidra med 3 miljarder USD till fonden, som största statliga finansiär. I januari 2017, under sina tre sista dagar i ämbetet, initierade Obama överföringen av en andra delbetalning på 500 miljoner USD till fonden, vilket lämnade 2 miljarder USD i skuld. I sitt tillkännagivande om USA:s tillbakadragande från Parisavtalet den 1 juni 2017, kritiserade USA:s dåvarande president Donald Trump också Green Climate Fund och kallade det ett system för att omfördela välstånd från rika till fattiga länder, och stoppade fortsatta betalningar.
| Land           | Tillkännagivet (Miljoner USD) | Bekräftat /betalat (Miljoner USD) | Tillkännagivet (USD per capita ) | BNP (USD per capita) | Tillkännagivet (% av BNP) | Utsläpp (ton CO2e per capita) | Tillkännagivet (USD per ton CO2e) |
| -------------- | ----------------------------- | --------------------------------- | -------------------------------- | -------------------- | ------------------------- | ----------------------------- | --------------------------------- |
| Japan          | 1 500                         | 1 500                             | 11,81                            | 36 000               | 0,033%                    | 9                             | 1,3                               |
| Storbritannien | 1 211                         | 1 211                             | 19,07                            | 46 000               | 0,041%                    | 7                             | 2,7                               |
| Frankrike      | 1 035                         | 1 035                             | 16,03                            | 43 000               | 0,037%                    | 5                             | 3,2                               |
| Tyskland       | 1 003                         | 1 003                             | 12,13                            | 48 000               | 0,025%                    | 9                             | 1,3                               |
| USA            | 3 000                         | 2 000                             | 9,30                             | 55 000               | 0,017%                    | 14,7                          | 0,5                               |
| Sverige        | 581                           | 581                               | 60,54                            | 59 000               | 0,103%                    | 6                             | 10,1                              |
| Italien        | 334                           | 268                               | 5,47                             | 35 000               | 0,016%                    | 7                             | 0,8                               |
| Kanada         | 277                           | 277                               | 7,79                             | 50 000               | 0,016%                    | 14                            | 0,6                               |
| Norge          | 272                           | 272                               | 50,56                            | 97 000               | 0,052%                    | 9                             | 5,6                               |
| Australien     | 187                           | 187                               | 7,92                             | 62 000               | 0,013%                    | 17                            | 0,5                               |
| Spanien        | 161                           | 161                               | 3,40                             | 30 000               | 0,011%                    | 6                             | 0,6                               |
| Netherlands    | 134                           | 134                               | 7,94                             | 52 000               | 0,015%                    | 10                            | 0,8                               |
| Finland        | 107                           | 46,4                              | 19,80                            | 50 000               | 0,040%                    | 10                            | 2,0                               |
| Schweiz        | 100                           | 100                               | 12,20                            | 85 000               | 0,014%                    | 5                             | 2,4                               |
| Sydkorea       | 100                           | 100                               | 2,02                             | 28 000               | 0,007%                    | 12                            | 0,2                               |
| Danmark        | 71,8                          | 71,8                              | 12,82                            | 61 000               | 0,021%                    | 7                             | 1,8                               |
| Belgien        | 66,9                          | 66,9                              | 6,22                             | 48 000               | 0,013%                    | 9                             | 0,7                               |
| Luxemburg      | 46,8                          | 46,8                              | 86,17                            | 118 000              | 0,073%                    | 21                            | 4,1                               |
| Österrike      | 34,8                          | 34,8                              | 4,09                             | 51 000               | 0,008%                    | 8                             | 0,5                               |
| Mexico         | 10,0                          | 10,0                              | 0,08                             | 10 000               | 0,001%                    | 4                             | 0,02                              |
| Irland         | 8,03                          | 8,03                              | 1,73                             | 53 000               | 0,003%                    | 8                             | 0,2                               |
| Colombia       | 6,00                          | 0,29                              | 0,12                             | 8 000                | 0,002%                    | 2                             | 0,06                              |
| Tjeckien       | 5,32                          | 5,32                              | 0,50                             | 20 000               | 0,003%                    | 10                            | 0,05                              |
| Ungern         | 4,28                          | 4,28                              | 0,40                             | 14 000               | 0,003%                    | 5                             | 0,08                              |
| Ryssland       | 3,00                          | 3,00                              | 0,02                             | 14 000               | 0,0001%                   | 12                            | 0,002                             |
| Portugal       | 2,68                          | 2,68                              | 0.30                             | 22 000               | 0,001%                    | 5                             | 0,06                              |
| Nya Zeeland    | 2,56                          | 2,56                              | 0.57                             | 42 000               | 0,001%                    | 7                             | 0,08                              |
| Monaco         | 2,34                          | 2,34                              | 62,72                            | 189 000              | 0,033%                    | –                             | –                                 |
| Slovakien      | 2,00                          | 2,00                              | 0,37                             | 18 000               | 0,002%                    | 6                             | 0,06                              |
| Estland        | 1,34                          | 1,34                              | 1,00                             | 20 000               | 0,005%                    | 14                            | 0,07                              |
| Panama         | 1,00                          | 1,00                              | 0,25                             | 12 000               | 0,002%                    | 3                             | 0,08                              |
| Island         | 1,00                          | 1,00                              | 3,36                             | 52 000               | 0,006%                    | 6                             | 0,6                               |
| Vietnam        | 1,00                          | 1,00                              | 0,01                             | 2 000                | 0,001%                    | 2                             | 0,01                              |
| Malta          | 0,59                          | 0,59                              | 0,25                             | 23 000               | 0,001%                    | 6                             | 0,04                              |
| Cypern         | 0,47                          | 0,47                              | 0,40                             | 27 000               | 0,001%                    | 7                             | 0,06                              |
| Lettland       | 0,47                          | 0,47                              | 0,23                             | 16 000               | 0,001%                    | 4                             | 0,06                              |
| Chile          | 0,30                          | 0,30                              | 0,02                             | 15 000               | 0,0001%                   | 5                             | 0,004                             |
| Indonesien     | 0,25                          | 0,25                              | < 0,01                           | 4 000                | 0,0003%                   | 2                             | 0,01                              |
| Litauen        | 0,13                          | 0,13                              | 0,04                             | 16 000               | 0,0003%                   | 5                             | 0,01                              |
| Bulgarien      | 0,13                          | 0,13                              | 0,02                             | 8 000                | 0,0003%                   | 7                             | 0,003                             |
| Polen          | 0,11                          | 0,11                              | < 0,01                           | 14 000               | 0,0001%                   | 8                             | 0,001                             |
| Rumänien       | 0,10                          | 0,10                              | < 0,01                           | 10 000               | 0,0001%                   | 4                             | 0,003                             |
| Liechtenstein  | < 0,1                         | < 0,1                             | 1,50                             | 179 000              | 0,001%                    | 1                             | 1,5                               |
| Peru           | 6,00                          | –                                 | 0,19                             | 7 000                | 0,003%                    | 2                             | 0,1                               |
| Mongoliet      | < 0,1                         | 0,1                               | 0,02                             | 4 000                | 0,001%                    | 7                             | 0,003                             |

## Problem
Processen med att utforma GCF har väckt flera frågor. Dessa inkluderar ännu olöst problematik om hur medel ska samlas in, den privata sektorns roll, nivån på "landägande" av resurser, och styrelsens insyn. Dessutom har frågor väckts om behovet av ännu en internationell klimatinstitution som ytterligare kan fragmentera offentliga medel som årligen läggs på begränsning och anpassning.

### Den privata sektorns roll
En av de mest kontroversiella aspekterna av GCF gäller skapandet av fondens privata sektorsfacilitet (PSF). Många av de utvecklade länderna som är representerade i GCF:s styrelse förespråkar en PSF som tilltalar kapitalmarknaderna, i synnerhet pensionsfonderna och andra institutionella investerare som kontrollerar biljoner dollar som passerar Wall Street och andra finanscentra. De hoppas att fonden i slutändan kommer att använda ett brett utbud av finansiella instrument.
Flera utvecklingsländer och icke-statliga organisationer har dock föreslagit att PSF bör fokusera på "klimatfinansiering för fattiga" som tar itu med de svårigheter som mikro-, små och medelstora företag i utvecklingsländer står inför. Denna betoning på att uppmuntra den inhemska privata sektorn finns också inskriven i GCF:s styrande dokument.

### Misslyckande med att förbjuda finansiering av fossila bränslen
Vid sitt styrelsemöte i Sydkorea i mars 2015 vägrade GCF ett uttryckligt förbud mot fossila bränsleprojekt, vilket i praktiken möjliggjorde finansiering av kolkraftverk. Japan, Kina och Saudiarabien motsatte sig förbudet.